# Elżbieta Zawacka

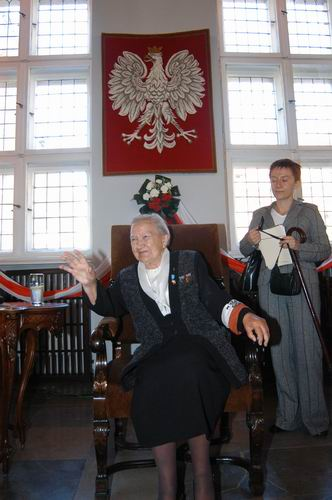
Elżbieta Zawacka, 2006

Elżbieta Zawacka (* 19. März 1909 in Thorn; † 10. Januar 2009 ebenda) war eine polnische Untergrundkämpferin, Mathematikerin, Pädagogin, Professorin und Aktivistin. Für ihre Verdienste im Widerstand wurde sie 2006 zum Brigadegeneral befördert.

## Leben

### Junge Jahre
Elżbieta Zawacka wuchs zweisprachig im damals preußischen Thorn auf. 1918, nach der wiedererlangten Unabhängigkeit Polens, wurde sie polnische Staatsangehörige. Sie studierte Mathematik an der Universität Posen und arbeitete dann als Gymnasiallehrerin. Gleichzeitig war sie als Ausbilderin bei den weiblichen Aushilfstruppen Przysposobienie Wojskowe Kobiet tätig.

### Widerstand
Während der deutschen Besatzung Polens war Zawacka in der Hauptkommandantur der Heimatarmee (poln. Armia Krajowa, AK), Abteilung für Auslandskontakte, tätig. Als Kurierin und Abgesandte des Oberbefehlshabers der AK reiste sie mehrmals zur polnischen Exilregierung in London. Sie war die einzige Fallschirmspringerin der Armia Krajowa. Unter einer ihrer vielen Identitäten, Zo, wurde sie bereits während des Krieges zur Legende. Weiter war sie als Ausbilderin der polnischen Sondereinheiten Cichociemni in Großbritannien tätig, wo diese auf ihren Einsatz in der besetzten Heimat vorbereitet wurden, und organisierte Fahrten anderer Kuriere zwischen Polen und Großbritannien (u. a. von Jan Nowak-Jeziorański). In London verfasste Zawacka eine Regelung zum militärischen Status von Frauen in den polnischen Streitkräften, die rechtswirksam wurde.
Als Widerstandskämpferin beteiligte sie sich 1944 am Warschauer Aufstand und ging nach seiner Niederschlagung nach Krakau, wo sie ihre Arbeit im Untergrund fortsetzte.

### Nach 1945
In der kommunistischen Volksrepublik Polen wurde sie 1951 zu 10 Jahren Haft wegen Hochverrates und Spionage verurteilt, kam aber 1955 nach einer Amnestie frei.

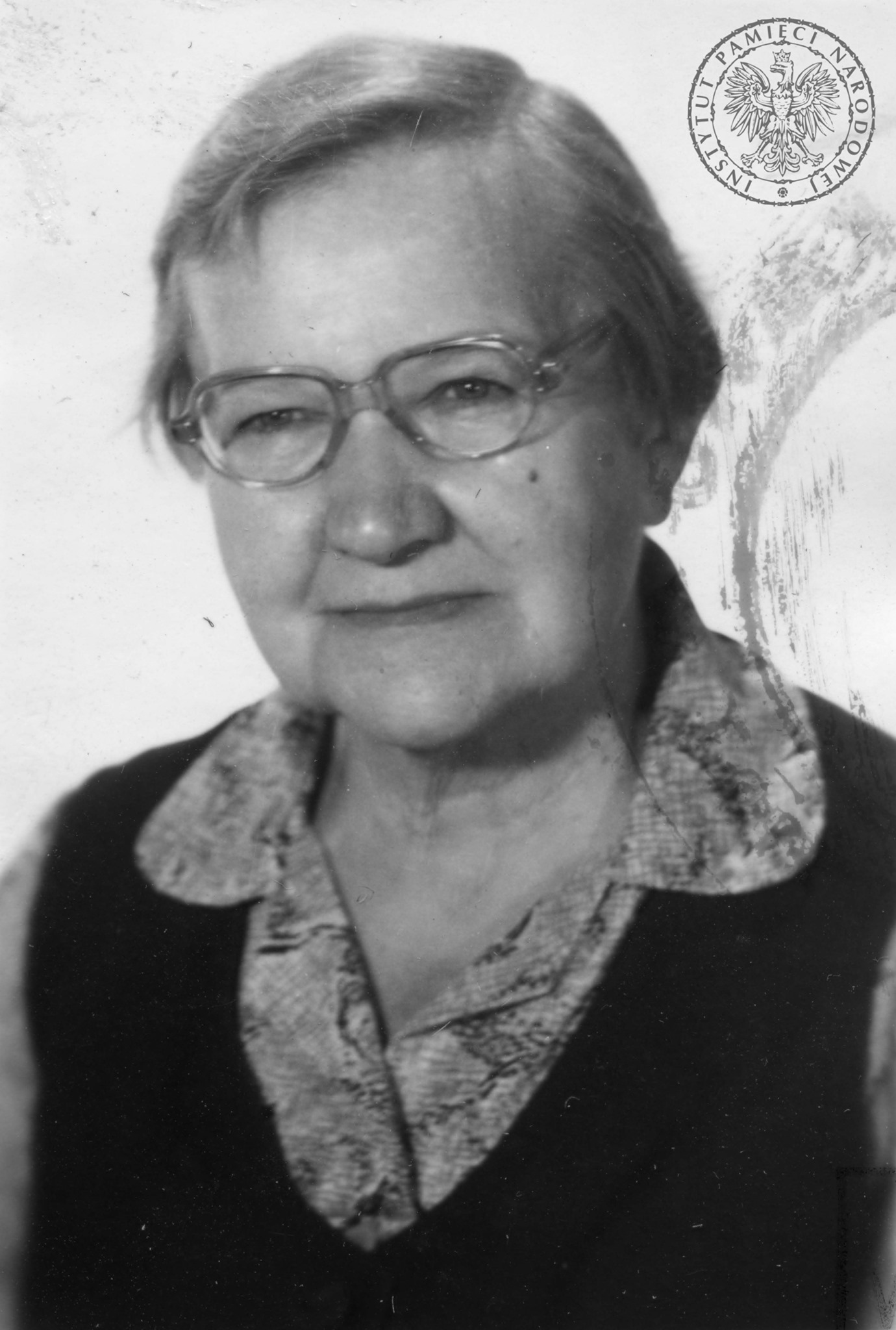
Elżbieta Zawacka, 1984

Nach der Entlassung war sie an der Universität Danzig und der Universität Toruń wissenschaftlich tätig, wo sie nach ihrer Habilitation 1972 Professorin für Pädagogik wurde. Auf Druck der Behörden wurde sie 1978 frühzeitig emeritiert und damit der Uni verwiesen. Danach widmete sie sich der Förderung von Andenken an Frauen im Widerstand und war 1990 Mitbegründerin des Archivs und Museums der Heimatarmee in Pommern mit Sitz in Thorn. Hochverehrt starb sie kurz vor ihrem 100. Geburtstag in ihrer Heimatstadt.

## Auszeichnungen
Elżbieta Zawacka wurde mehrfach mit höchsten polnischen Orden gewürdigt, u. a.:
- Orden Polonia Restituta – Offizierskreuz (1990)
- Orden Polonia Restituta – Komtur mit Stern (1993)
- Orden des Weißen Adlers (1995)

## Verweise